# Cambaytherium
Cambaytherium — викопний рід непарнокопитних ссавців, що існував в еоцені. Скам'янілі рештки представників роду знайдені у вугільній шахті у формації Камбай в штаті Гуджарат, Індія.

## Опис
Тварина була схожа на невелику свиню вагою 20—30 кг. У неї було 5 пальців, але невідомо чи на всіх були копита. Cambaytherium має спільні риси з непарнокопитними. Те, що вид жив в Індії ще до приєднання її до Азії, може бути доказом того, що непарнокопитні виникли в Індії.